# Rosa woodsii
Rosa woodsii es una especie perteneciente a la familia Rosaceae.

## Distribución y hábitat
Es nativa de América del Norte, incluyendo la mayor parte de Canadá y Alaska y el oeste y centro de los Estados Unidos. Crece en una variedad de tipos de hábitat, incluyendo las áreas perturbadas.
En la Sierra Nevada, donde crece a los 3.400 m en suelos húmedos, rocosos en bosques mixtos de coníferas, bosque montano, y los bosques subalpinos.

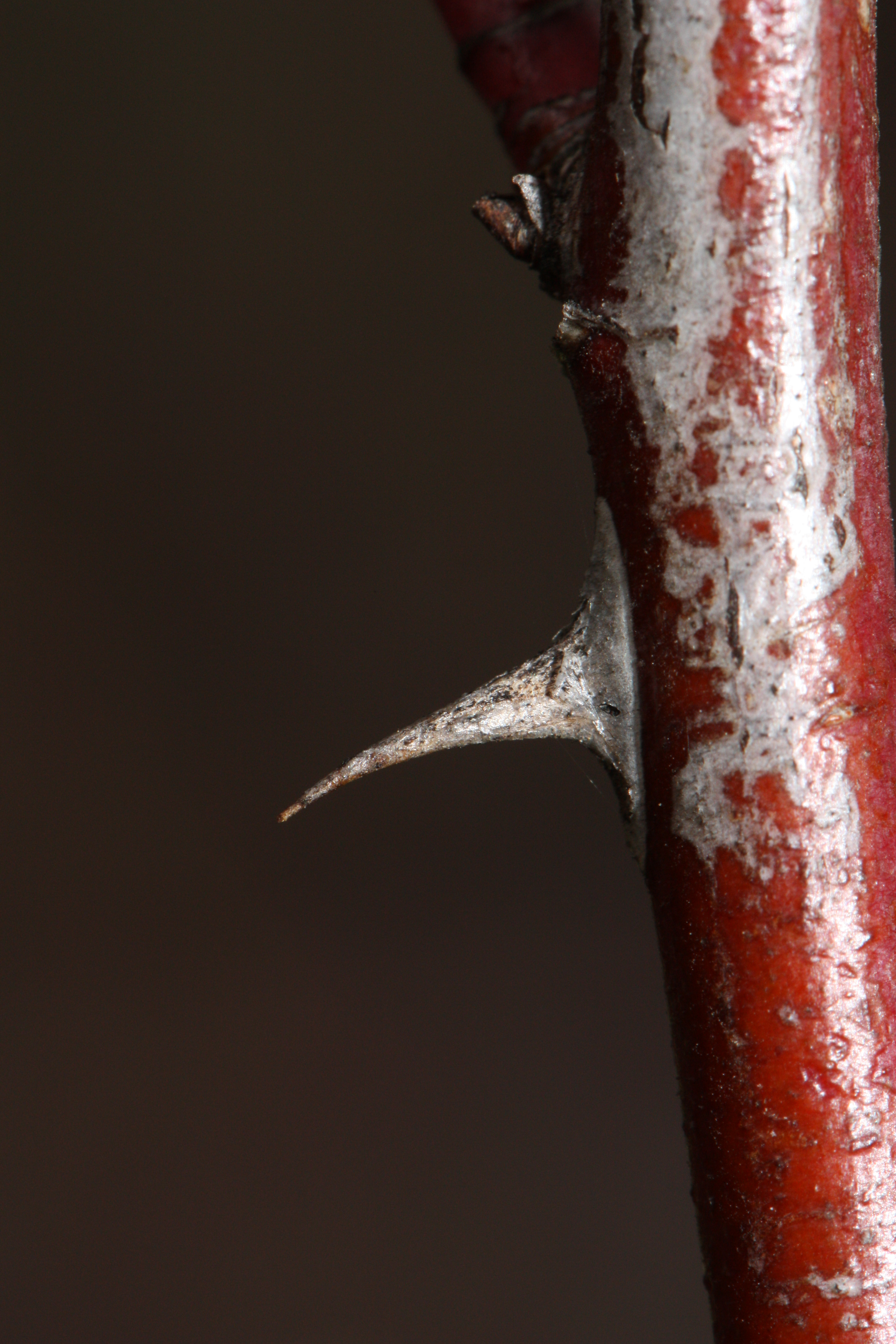
Rama con espinas

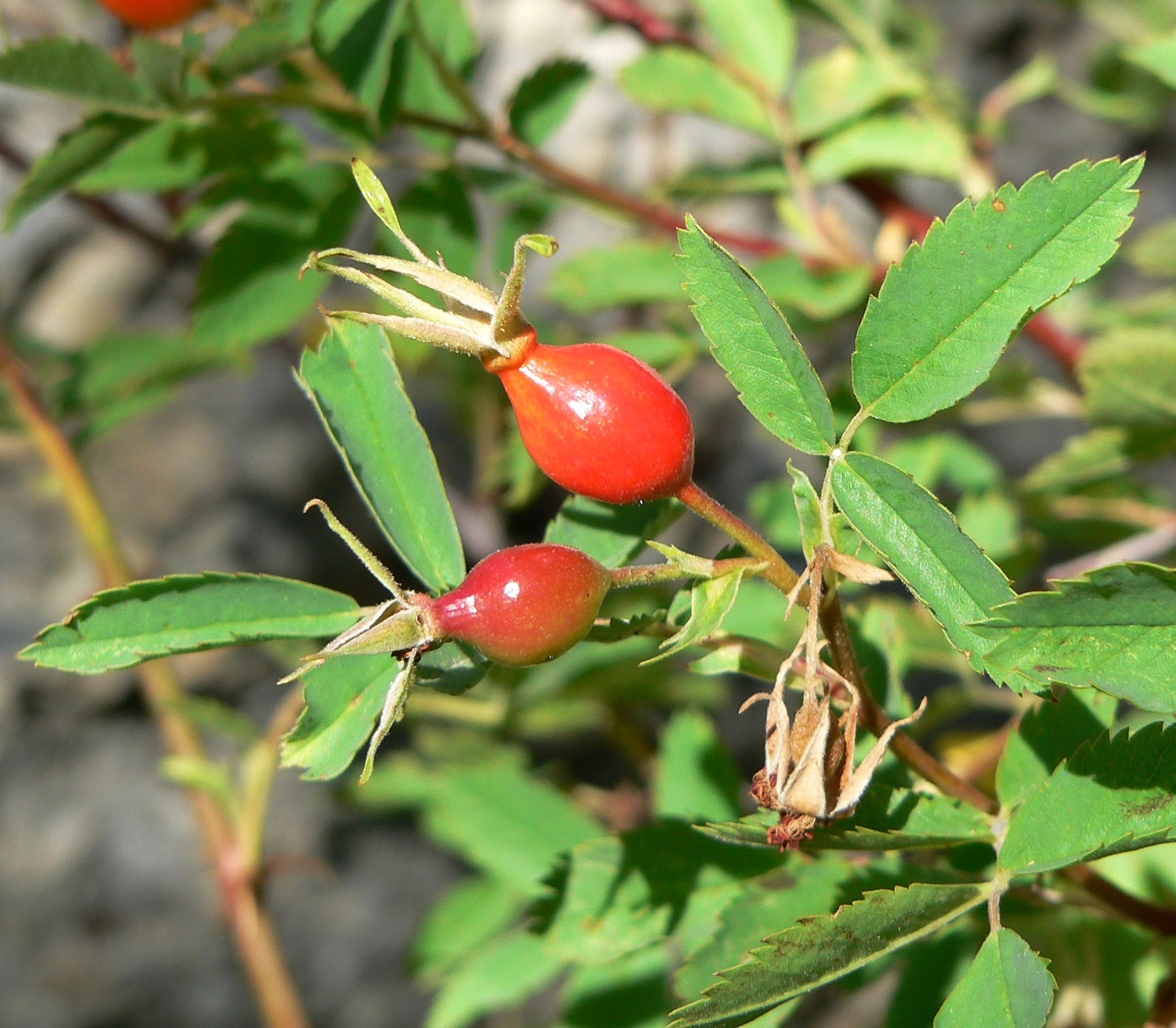
Bayas de rosa canina de Rosa woodsii

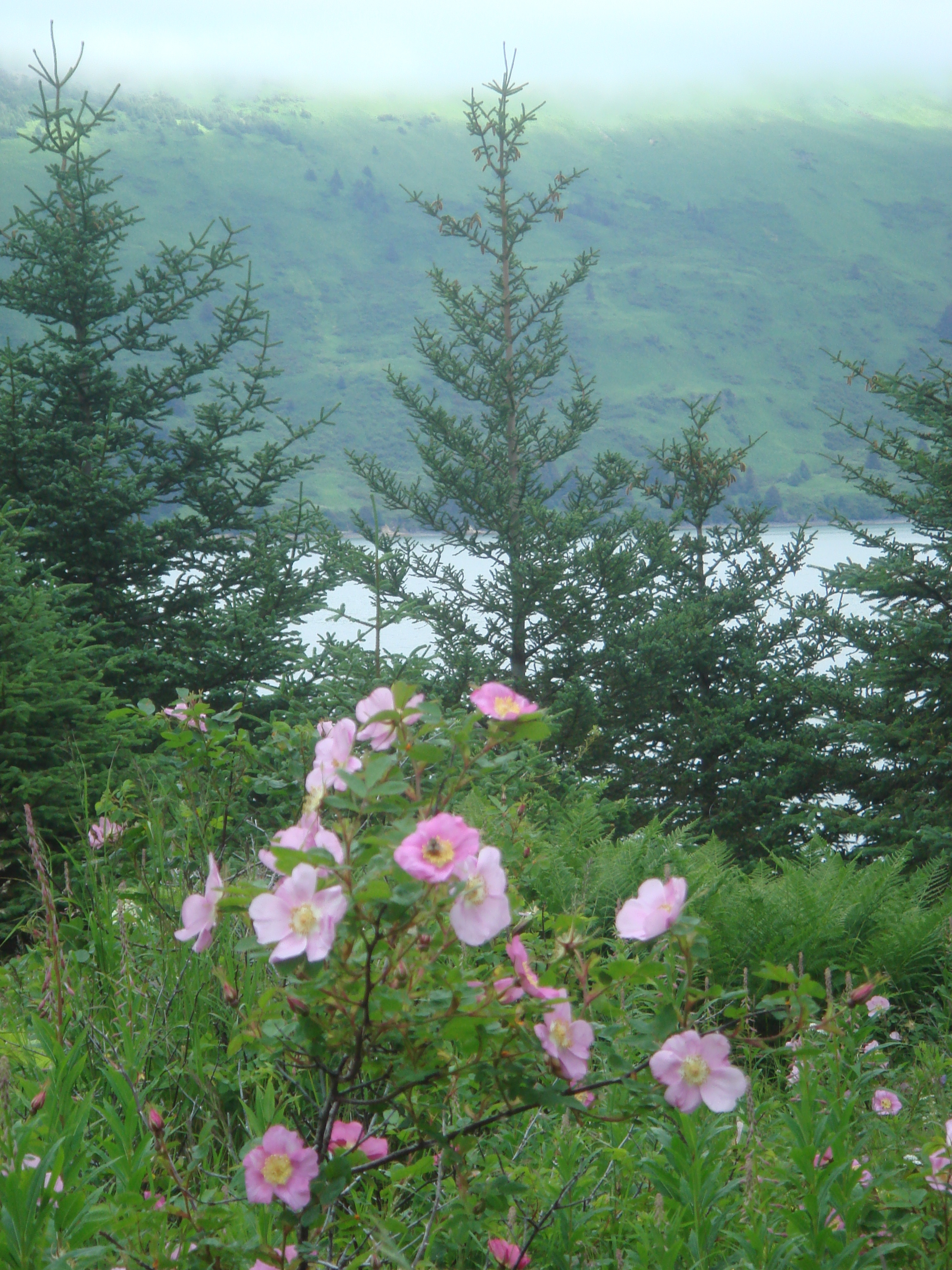
Rosa woodsii en Raspberry Island (Alaska)

## Descripción
Rosa woodsii es un tupido arbusto que crece hasta los tres metros de altura. Los arbustos pueden formar grandes y densos matorrales. La planta se reproduce sexualmente por semillas y vegetativamente por lo que brota de la corona de la raíz, capas y mediante la producción de brotes de la raíz. Los tallos se encuentran tachonados con espinas. Las hojas son caducas y  cada una se compone de varios foliolos con dientes afilados ampliamente espaciados de hasta 5 centímetros de largo. La inflorescencia es una cima de hasta unas pocas flores fragantes con cinco pétalos en cualquier tonalidad de color rosa y meden hasta 2,5 centímetros de longitud. El fruto es una roja rosa mosqueta, que puede ser más de un centímetro de largo.

## Taxonomía
Rosa woodsii fue descrita por John Lindley y publicado en Rosarum Monographia 21–22. 1820.
Etimología
Rosa: nombre genérico que proviene directamente y sin cambios del latín rosa que deriva a su vez del griego antiguo rhódon,, con el significado que conocemos: «la rosa» o «la flor del rosal»
woodsii: epíteto
Variedades aceptadas
- Rosa woodsii subsp. arizonica (Rydb.) W.H.Lewis & Ertter
- Rosa woodsii var. glabrata (Parish) D.Cole
- Rosa woodsii subsp. gratissima (Greene) W.H.Lewis & Ertter
- Rosa woodsii subsp. manca (Greene) W.H.Lewis & Ertter
- Rosa woodsii subsp. ultramontana (S.Watson) R.L.Taylor & MacBryde

Sinonimia
- Rosa adenosepala Wooton & Standl.
- Rosa demareei E.J.Palmer
- Rosa deserta Lunell
- Rosa fendleri Cr‚p.
- Rosa fimbriatula Greene
- Rosa foliolosa var. leiocarpa Torr.
- Rosa hypoleuca Wooton & Standl.
- Rosa macounii Greene
- Rosa maximiliani Nees
- Rosa naiadum Lunell
- Rosa poetica Lunell
- Rosa sandbergii Greene
- Rosa standleyi Rydb.
- Rosa subnuda Lunell
- Rosa terrens Lunell[4]